# Ацетилацетонат родия(III)
Ацетилацетона́т ро́дия(III) — хелатное соединение металла родия и ацетилацетона
с формулой Rh(C5H7O2)3,
оранжево-красные кристаллы.

## Получение
- Взаимодействие водных солей родия с ацетилацетона в слабокислой среде (рН = 4):

{\displaystyle {\mathsf {Rh(NO_{3})_{3}+3C_{5}H_{8}O_{2}\ {\xrightarrow {}}\ \ Rh(C_{5}H_{7}O_{2})_{3}+3HNO_{3}}}}

## Физические свойства
Ацетилацетонат родия(III) образует оранжево-красные кристаллы,
не растворимые в воде,
плохо растворимые в этаноле, хорошо — в бензоле и хлороформе.

## Применение
- Нанесение покрытия родия на металлы, керамику и стекло из раствора и газовой фазы.
- В аналитической химии при определении родия.